# 本德 (德国)
本德（德語：Bunde，發音：[ˈbʊndə] ⓘ）是德国下萨克森州莱尔县的市镇，面积120.95平方千米，2023年12月31日人口为7,664人。